# Сенегальские стрелки
Сенегальские стрелки (фр. Tirailleurs Sénégalais) — формирования французских колониальных войск, состоявшие преимущественно из представителей народов Западной Африки. Существовали во французской армии в 1857—1958 годах.

## История

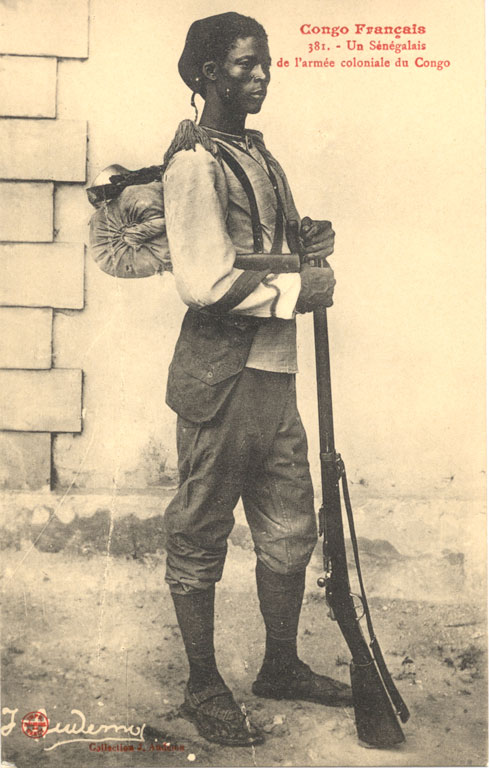
Сенегальский стрелок во французском Конго, 1905 год

Первый полк сенегальских стрелков был сформирован в 1857 году в французском Сенегале.
Первоначально комплектование проводилось путем выкупа молодых и здоровых рабов у местных владельцев, а также использования военнопленных, захваченных в ходе конфликтов. По мере увеличения числа подразделений сенегальских стрелков, комплектование стали осуществлять посредством набора контрактников и военного призыва среди коренного населения. Среди них было много выходцев с территории современных Гвинеи, Мали, Буркина Фасо, Нигера, Чада, как христиан, так и мусульман. Офицерами у сенегальских стрелков были французы, но, так как французских офицеров, желающих служить в этих частях, не хватало, то на одного офицера приходилось тридцать сенегальских стрелков (в собственно французских войсках эта пропорция составляла один офицер на двадцать военнослужащих).
Сенегальские стрелки принимали участие в различных колониальных войнах в Африке в конце XIX — начале XX века (в частности, в покорении таких государств, как Дагомея, Борну, Агадес).
К началу Первой мировой войны имелся 21 батальон сенегальских стрелков. Они были дислоцированы не только в Западной и Центральной Африке, но также и в североафриканских колониях Франции, а также в самой Франции (при подавлении возможных волнений и восстаний чужие для местного населения сенегальские стрелки считались более надёжными).
В ходе Первой мировой войны французское военное командование, испытывая нехватку людских ресурсов, сформировало за период с 1915 по 1918 годы 93 батальона сенегальских стрелков. Для этого пришлось увеличить набор африканцев в колониальные войска. Мобилизация шла насильственными методами, нередко использовалась практика похищения людей, что спровоцировало ряд восстаний среди местного населения. Сенегальские стрелки храбро сражались, несмотря на то что они существенно уступали французам в образовании и дисциплине и гораздо хуже переносили климат Западного фронта. С 1914 по 1918 год в африканских колониях Франции было набрано 183 000 чернокожих солдат, 134 000 из них попали в Европу и Северную Африку, 29 000 было убито и пропало без вести, 36 000 было ранено. После окончания войны сенегальские стрелки участвовали в оккупации Рейнской области, при этом контакты чернокожих солдат с немками привели к рождению так называемых «рейнландских бастардов».
В межвоенный период сенегальские стрелки продолжали участвовать в сохранении колониального режима в африканских владениях Франции, в частности в подавлении восстания рифов в Марокко.

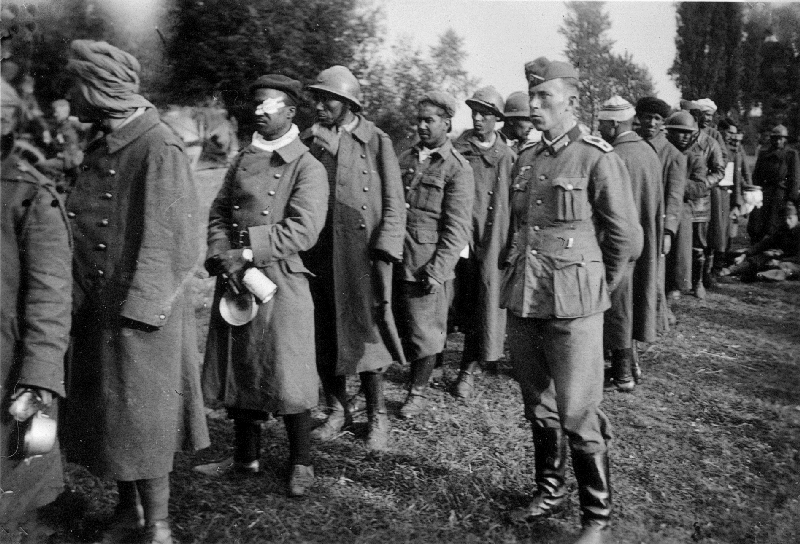
Пленные сенегальские стрелки (1940 год)

К началу Второй мировой войны имелось более 70 000 сенегальских стрелков (15 000 — в самой Франции, 10 000 — в Северной Африке и 46 000 — в остальных африканских колониях Франции). В 1939—1940 годах было набрано ещё 38 000 сенегальских стрелков. В 1940 году они сражались с вторгшимися во Францию немцами, и после поражения десятки тысяч африканских солдат оказались в плену, многие там погибли.
Сенегальские стрелки, оставшиеся в Африке, оказались вовлечены в конфликт между Свободной Францией и вишистским правительством и сражались друг против друга на Ближнем Востоке. Они также также принимали участие в боевых действиях против итальянцев в Эритрее и Эфиопии. В 1942—1943 годах сенегальские стрелки сражались против немцев в Северной Африке и в Италии, а в августе 1944 года высадились в Южной Франции и приняли участие в освобождении Франции. Всего в боевых действиях в годы Второй мировой войны приняли участие около 160 000 чернокожих африканских солдат. Десять офицеров и солдат сенегальских стрелков стали кавалерами Ордена Освобождения, 50 получили Медаль Сопротивления, а 123 человека — медаль за побег из плена. Дата высадки в Южной Франции сейчас отмечается в Сенегале на государственном уровне.
В послевоенный период во французской армии было 9 полков сенегальских стрелков. Они подавляли восстание на Мадагаскаре, воевали в Индокитае, в Алжире.
В период между 1960 и 1964 годами африканские колонии Франции получили независимость. Многие бывшие сенегальские стрелки продолжили службу в вооруженных силах новых государств Западной и Центральной Африки, а также во французской армии в качестве контрактников.

## Форма
Отличительным знаком сенегальских стрелков в обмундировании стала красная феска, популярная в качестве головного убора среди населения Западной Африки. Что касается собственно обмундирования, то за годы существования подразделений сенегальских стрелков оно меняло внешний вид, совершенствуясь и приспосабливаясь к меняющимся условиям. Так, в начале боевого пути сенегальские стрелки носили темно-синюю форму, схожую с североафриканскими зуавами, позже она была заменена на синие кители и бриджи, красные пояса и фески. Наконец, ко времени начала Первой мировой войны, была принята полевая форма цвета хаки, тогда как парадной оставалась синяя форма колониальной армии.

## Память

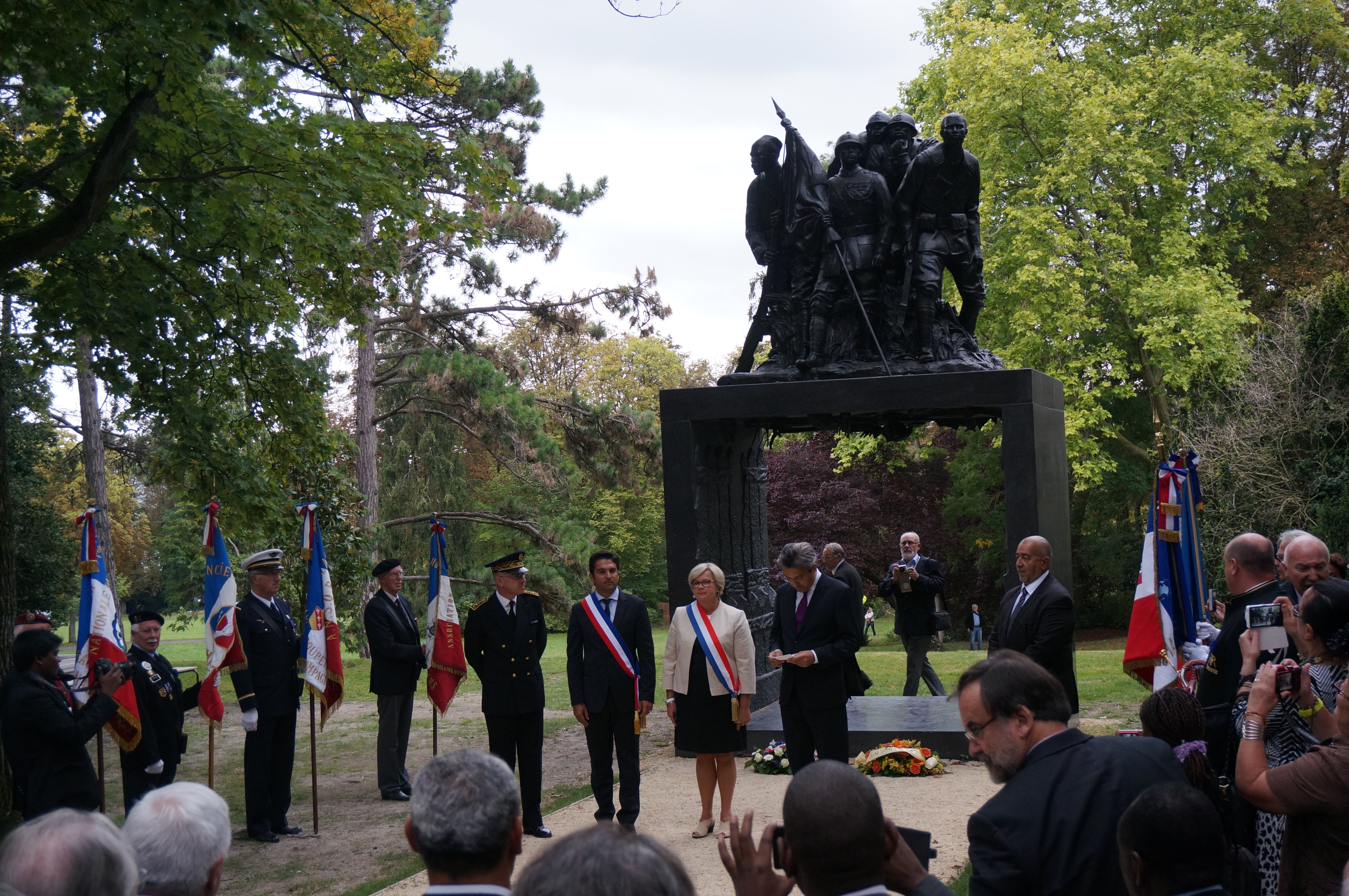
Церемония у памятника «Черной армии» в Реймсе, 2014 год

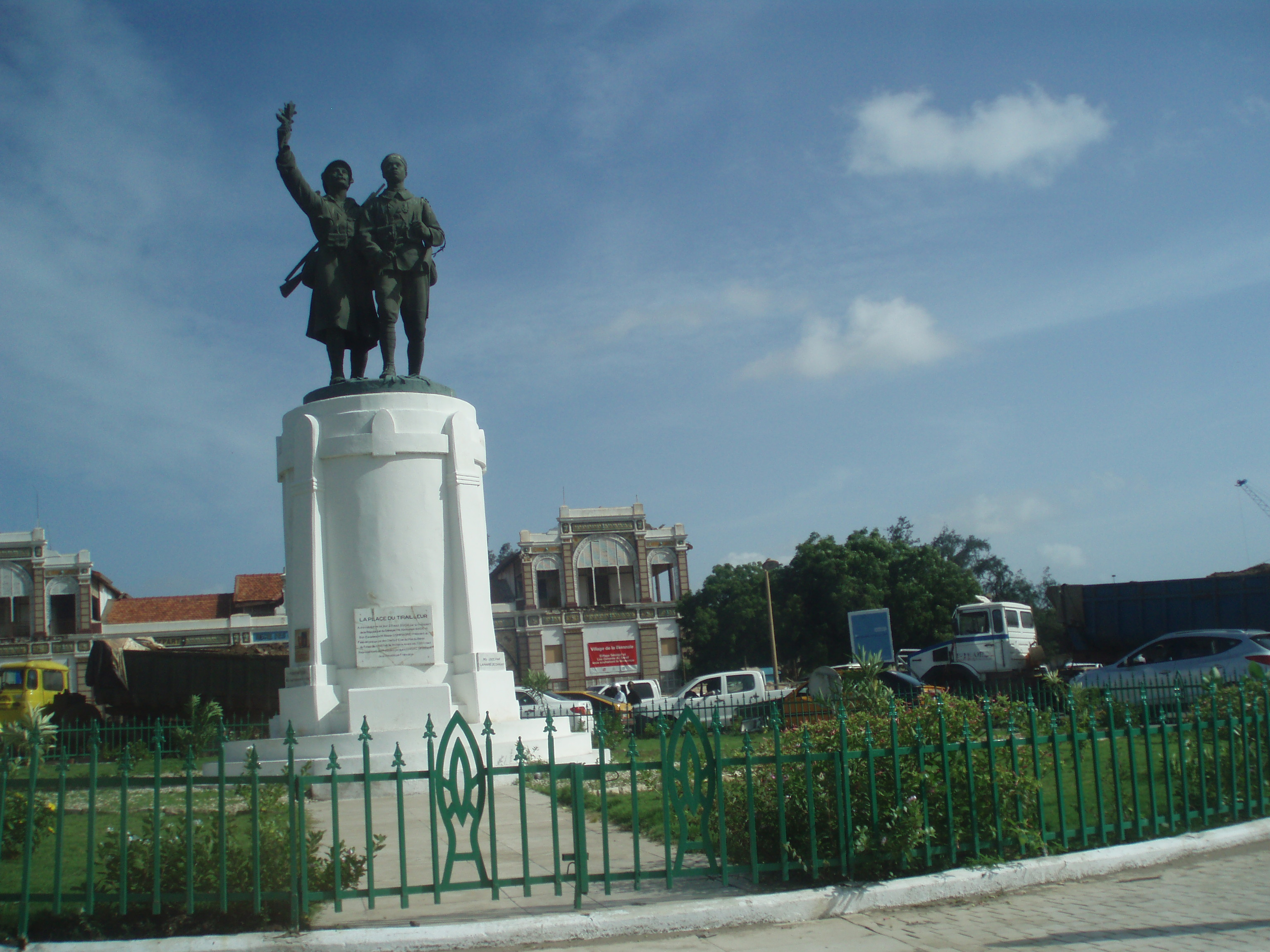
Памятник сенегальским стрелкам в Дакаре

В 1924 году в Реймсе был открыт памятник «Черной армии». На нём было написано La France et la Ville de Reims. Aux soldats africains tombés pour la défense de la Liberté. («Франция и город Реймс. Солдатам-африканцам, павшим, защищая Свободу»). Этот памятник был разрушен во время германской оккупации Франции и восстановлен в 2008 году.
День сенегальского стрелка отмечается в Сенегале как государственный праздник. В столице Мали Бамако стоит памятник сенегальским стрелкам, многие из которых были уроженцами этой страны.

## Известные люди, бывшие сенегальскими стрелками
- Жан Бедель Бокасса
- Леопольд Седар Сенгор
- Сайе Зербо
- Сангуле Ламизана
- Сейни Кунче
- Гнассингбе Эйадема